# Dakki
Dakki (en rus: Даккы) és un poble de la república de Sakhà, a Rússia, que el 2014 tenia 9 habitants, pertany al districte d'Itik-Kiuiol.